# 東勝身洲
東勝身洲（羅馬化：Pūrva-videha），又作弗婆毘提訶、東勝神洲、毘提訶、東毘提訶、前，舊譯弗婆提、弗於逮、東弗婆提、東弗于逮，為印度、佛教傳說中世界四大部洲之一，位於須彌山東方的鹹海之中，因該洲人身形殊勝而得名。

## 名稱由來
梵語「毘」意為勝，「提訶」意為身，指其洲人身形殊勝，或者較南贍部洲人殊勝。因位在東方，印度以東方為前方，也稱作「東毘提訶」、「前」。

## 地理狀況
此大洲位於須彌山東方、七金山與大鐵圍山間的鹹海之中，土地極大、極廣、極妙。
《長阿含經卷十八‧閻浮提州品》記載此洲為正圓形，直徑為九千由旬；《阿毗达磨俱舍论》卷十一、《阿毘達磨藏顯宗論》卷十六則記載此洲為半月形，東邊狹窄、西邊寬廣，東邊長三百五十踰繕那，其他三邊相等為兩千踰繕那。
此大洲邊有兩個附屬中洲，一個是提訶洲（「提訶」意為「身」），另一個是毘提訶洲，與大洲同名，另有五百小洲。大洲及中洲都有住人，小洲不一定。

## 居民
《長阿含經卷十八‧閻浮提州品》記載此洲為正圓形，人臉也是圓形；《阿毗达磨俱舍论》卷十一、《阿毘達磨藏顯宗論》卷十六則記載此洲為半月形，人臉也是半月形，身高是八肘、壽命是兩百五十年，但也有半途夭折者。
十六羅漢第三位之迦諾迦跋釐墮闍（Kanakabharadvāja）與六百阿羅漢居於此洲。

## 統治者
當人類壽命達四萬歲時，銅輪王會出世並統治此洲及南贍部洲；壽命達六萬歲時，銀輪王出世並統治東、南、西三洲；壽命達八萬四千歲時，金輪王出世並統治四大部洲。

## 守護者
韋馱受佛陀吩咐守護此洲與西牛貨洲、南贍部洲。

## 引用資料
1. 1 2 3 4 5 6 7  慈怡法師主編. . 佛光大辭典 (高雄縣大樹鄉: 佛光). 1988. ISBN 9789575433307 （中文（臺灣））.
2. ↑  婆藪盤豆. . 財團法人佛教電子佛典基金會. 2024-08  [2024-11-07]. （原始内容存档于2024-11-08） （中文（臺灣））. 偈曰：東洲如半月。釋曰：從此洲向東，對須彌婁邊有洲名弗婆毘提訶出海上，其相如半月。
3. 1 2 3 4 5  丁福保. 佛學大辭典. 维基文库. 1922 （中文）.
4. ↑  慈怡法師主編. . 佛光大辭典 (高雄縣大樹鄉: 佛光). 1988. ISBN 9789575433307 （中文（臺灣））.
5. 1 2 3 4 5  慈怡法師主編. . 佛光大辭典 (高雄縣大樹鄉: 佛光). 1988. ISBN 9789575433307 （中文（臺灣））.
6. 1 2  丁福保. 佛學大辭典. 维基文库. 1922 （中文）.
7. ↑  慈怡法師主編. . 佛光大辭典 (高雄縣大樹鄉: 佛光). 1988. ISBN 9789575433307 （中文（臺灣））.
8. ↑  慈怡法師主編. . 佛光大辭典 (高雄縣大樹鄉: 佛光). 1988. ISBN 9789575433307 （中文（臺灣））.
9. ↑  慈怡法師主編. . 佛光大辭典 (高雄縣大樹鄉: 佛光). 1988. ISBN 9789575433307 （中文（臺灣））.